# Projet de référendum constitutionnel malgache de 2019
Un référendum constitutionnel devait avoir lieu en 2019 à Madagascar avant d'être repoussé à une date indéterminée. La population aurait été amenée à se prononcer sur une suppression du Sénat et à un approfondissement de la décentralisation dans le pays. 

## Objet
Convoqué par le président Andry Rajoelina, le référendum porte sur des promesses de campagne faites par ce dernier avant son élection quelques mois plus tôt en décembre 2018 lors de l'élection présidentielle. Sont ainsi proposés la suppression de la chambre haute du pays, le Sénat, ainsi que l'octroi de davantage de pouvoir aux autorités régionales.
Le gouvernement justifie le projet par la nature « budgétivore » du Sénat, dont la suppression permettrait des économies devant servir à financer la construction d'universités dans chaque région du pays. La suppression d'autres institutions serait également prévue, bien que non encore dévoilée.
Les 22 régions de Madagascar se verraient par ailleurs dotées de gouverneurs, en lieu et place des chefs de régions. Ceux-ci seraient dotés de plus de pouvoirs et de ressources propres, afin de rendre effective la décentralisation dans le pays.
Le référendum est initialement prévu pour le 27 mai 2019 en même temps que les élections législatives. Cette annonce faite le 21 avril par le président Andry Rajoelina est cependant aussitôt remise en cause, seul le parlement pouvant convoquer un référendum constitutionnel, après un vote du projet au trois quarts de ses membres.
Or, le parlement n'ayant pas été renouvelé à temps pour éviter une vacance après l'expiration du mandat des députés élus en 2013, le président est depuis investi d'une partie du pouvoir législatif. Il peut ainsi légiférer par ordonnances jusqu'aux législatives de mai 2019. Rajoelina interprète cette situation comme l'autorisant à convoquer un référendum par décret.

## Annulation
Le 25 avril, la Haute Cour Constitutionnelle (HCC) rend un avis défavorable, le président de la République n'étant ainsi habilité à organiser un référendum que de consultation ou de ratification, et non en matière de révision constitutionnelle. L'avis de la HCC est non contraignant, mais Rajoelina annonce le regretter, mais le respecter, sans pour autant renoncer à l'organisation à terme du scrutin, une fois passées les législatives,.

## Suites
Au cours du conseil des ministres du 22 mai 2019, Andry Rajoelina modifie finalement par ordonnance la loi relative au fonctionnement du Sénat, abaissant le nombre de sénateurs de 63 à 18, dont douze élus au scrutin indirect et six nommés par le président de la république. Selon le gouvernement, cette baisse réduirait le budget de fonctionnement de la chambre haute de 43 à 23 milliards d’ariary (environ 10,5 et 5,6 millions d'euros).
La décision de réduire le nombre de sénateurs, prise par ordonnance parmi plusieurs autres lors de la période ayant précédé les législatives de mai 2019 au cours de laquelle les deux chambres du parlement avaient délégué à titre temporaire leur pouvoir législatif au président, fait l'objet de plusieurs rebondissements. Les ordonnances sont en effet annulées une première fois en 2019 par la HCE faute d'avoir été ré-approuvées dans les délais par la nouvelle assemblée élue. Cette dernière, largement acquise au parti du président Rajoelina, les approuve rapidement avant leur passage au Sénat dont les membres, élus ou nommés en 2015, font alors partie de l'opposition et s'opposent à leur propre diminution, retardant considérablement la navette parlementaire. La ratification par l'assemblée, qui estime avoir le dernier mot dans ce domaine sans approbation du sénat, fait ensuite l'objet d'un recours devant la HCE. Le 4 septembre 2020, cette dernière juge constitutionnelle le processus de ratification, permettant au gouvernement et à la Commission électorale nationale indépendante (CENI) de fixer les sénatoriales au 11 décembre suivant,.